# Juha (opera)

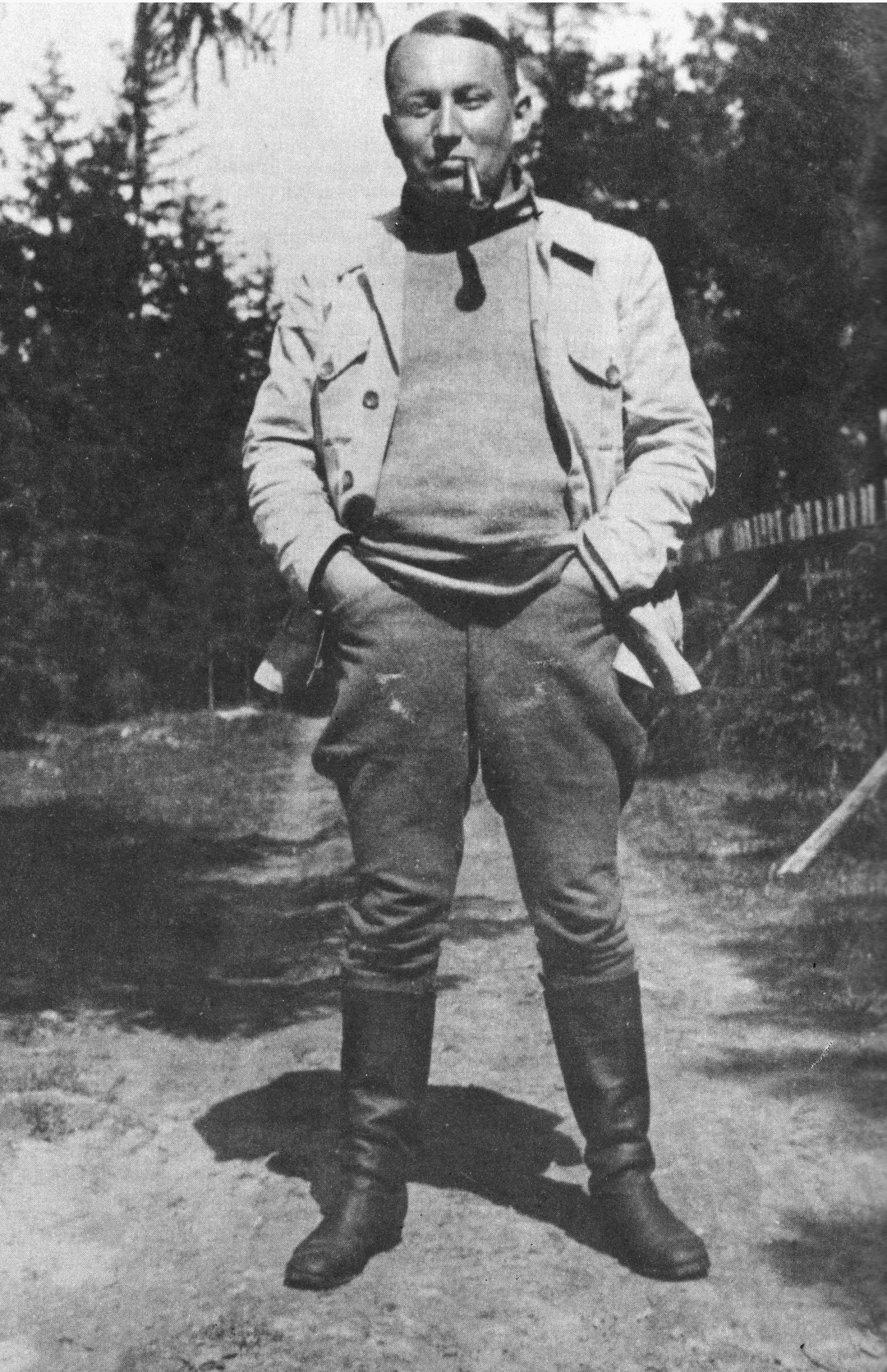
Aarre Merikanto under 1920-talet då han komponerade Juha.

Juha är en opera, uruppförd 1963, i tre akter med musik av den finländske tonsättaren Aarre Merikanto och libretto av Aino Ackté efter Juhani Ahos roman Juha som utgavs 1911. Operan skrevs redan 1922, men på grund av konflikter mellan Finlands nationalopera och Merikanto, blev den inte uppförd förrän Finlands Rundradio 1958 genomförde ett konsertant framförande. Efter Merikantos död sattes operan upp i Lahtis den 28 oktober 1963 och på Finlands nationalopera och -balett 1967. Den räknas som en av de främsta finländska operorna tack vare den skarpa person- och miljöteckningen. Operan är ett triangeldrama: den äldre mannen Juha, hans yngre hustru Marja och hennes förförare köpmannen Shemeikka. Handlingen tilldrar sig på 1880-talet i Kajanaland i norra Finland. Den mänskliga tragedin rör sig kring den hårda realiteten i ett bondesamhälle och krocken mellan deras livsstil och den mer världsvane hos de nomadiska karelarna, representerad av Shemeikka.
Juhani Ahos roman har även varit förlaga för en opera av Leevi Madetoja från 1935 samt ett flertal filmer bland annat Johan från 1921 och Kaurismäkifilmen Juha från 1999. 

## Historia
Ackté erbjöd först librettot till Jean Sibelius, som efter två års betänketid avsade sig uppdraget. Han förklarade i ett brev till Ackté att han trodde att texten skulle bli underordnad den "absoluta musiken och han kände sig oförmögen att åstadkomma det med vad han kallade Ahos "mästerverk".
Juha var Merikantos andra opera efter Helena 1912. Efter att ha komponerat Juha mellan 1919 och 1922 överlämnade Merikanto den till ledningen för Helsingfors nationalopera, vilken var orolig för dess modernitet. Då han inte fick något svar från dem drog han tillbaka verket och komponerade ingen mer operor. En mer "säker" version komponerades av Leevi Madetoja och hade premiär på Finlands nationalopera 1935. Den tredje akten av Merikantos version radiosändes konsertant den 4 december 1957, året efter Merikantos död, och hela operan hade premiär först den 3 december 1958.
Efter premiären i Lahtis den 28 oktober 1963 togs Juha upp på Finlands nationalopera 1967, vilket också ledde till en skivinspelning på Finlandia, och en uppsättning på Nyslotts operafestival 1971. En senare produktion åkte på turné till Edinburgh Festival Fringe 1987. Operan har även spelats i Hagen, Evanston och Essen. En nyproduktion sattes upp på Helsingfors opera i december 2011.
Musiken är som mest kraftfull när den behandlar karaktärernas råa känslor: Juhas passiva lidande och hans förlåtande om hustrun kontrasterar vilt med hans vilda raseri när han anfaller och misshandlar Shemeikka; Marjas kärlek till Shemeikka och smärta när han vänder sig ifrån henne; Anjas rörande lyricism vars kärlek Shemeikka är opåverkad av.
Leoš Janáčeks bryskhet och Karol Szymanowskis mångfald är referenspunkter, enär kompositören har en egen unik röst. En kritiker beskrev stycken som " en av [1900-talets] största operor".
Det finns paralleller med Janáčeks Jenůfa eller Káťa Kabanová. Det finns också ett "högromantiskt, rapsodiskt" användande av orkestern. Instrumental karaktärisering av rollerna används: Juha med bleckblå och låga träblås, medan Shemeikkas musik är klar och emellanåt veristisk; Marja ackompanjeras ofta av en soloviolin eller flöjt. I tredje aktens mellanspel omarbetas de tre karaktärernas teman och instrumentfärger via sonatformen.

## Personer
- Juha (baryton)
- Marja (sopran)
- Shemeikka (tenor)
- Anja (sopran)
- Två tjärarbetare (baryton, bas)
- Svärmodern (kontraalt)
- Kaisa (sopran)
- Kalamatti (en fiskare) (bas)
- Två av Shemeikkas sommarflirter (sopran, alt)
- Shemeikkas moder (mezzosopran)
- Män, kvinnor (kör)

## Handling

### Akt I
Juha tänker på hur hans äktenskap har försämrats; hans hustru Marja tar inte längre någon notis av honom. Den rike köpmannen Shemeikka kommer till byn och flirtar med Marja. Han ger henne ett guldspänne och en silkessjal, vilken Juha insisterar på att betala för. Nästa dag medan Juha har rott iväg för att hämta sin moder kommer Shemeikka igen. Han hånar Marjas gamle make och ber henne att följa med honom. Till en början är hon opåverkad, men när svärmodern anländer och förolämpar henne sporras hon att följa med köpmannen. Pigan Kaisa säger Marja fördes bort med våld.

### Akt II
I en av Shemeikkas fiskebodar inväntar Marja ivrigt hans återkomst efter att ha varit borta i tre veckor. Av en gammal fiskargubbe får hon höra om Shemeikkas metoder – han stjäl och utövar utpressning. En annan flicka i huset, Anja, berättar om hur han varje sommar tar sig en nu flicka och när han har tröttnat på henne får hon tjäna som piga. De andra flickorna tycks ha accepterat detta. När Shemeikka återkommer berusad ber Marja att fiskargubben ska ta henne därifrån, men han vågar inte. Hon berättar för Shemeikka att hon är med barn och han säger till henne att gå tillbaka till sin make - ett barn är inget för honom. Marja slår honom. 
Uppe i Shemeikkas stora bondgård vaggar Marja sitt barn. Hon är bitter men under det att hon talar med Anja ser hon Juha (som har kommit för att leta efter Marja) ute på gården. Marja vill först gömma sig men bestämmer sig sedan för att ge sig av, men Shemeikkas moder stoppar henne – barnet måste stanna kvar. Shemeikka kommer in med en ny sommarflicka från Ryssland. Marja konfronterar Shemeikka och rusar sedan ut.

### Akt III
Tillbaka på Juhas gård kommer Marja ensam klädd i trasor för att åter igen bli förolämpad av sin svärmor. Juha välkomnar sin hustru tillbaka med glädje i tron att hon fördes bort mot sin vilja. Hon berättar om Shemeikkas nye son, och Juha insisterar på att de ska åka och hämta barnet. Marja förebrår sig själv för att ha ljugit för den man som förlåtit henne. Ett tio minuter långt mellanspel leder fram till finalscenen i Shemeikkas fiskebod. Juha och Marja stöter på köpmannen när han kommer ut från saunan. Han hånar Juha som anfaller honom. Han klår upp honom tills Anja skriker ut vad alla förutom Juha redan vet: Marja blev aldrig bortförd av Shemeikka utan följde med frivilligt. Tillintergjord rusar Juha ut och kastar sig i den strida forsen.

## Diskografi
| År   | Sångare: Juha, Marja, Shemeikka                   | Dirigent, Orkester                                                                           | Skivmärke                        |
| ---- | ------------------------------------------------- | -------------------------------------------------------------------------------------------- | -------------------------------- |
| 1972 | Matti Lehtinen, Raili Kostia, Hendrik Krumm       | Ulf Söderblom Finlands nationalopera, orkester och kör                                       | Audio CD: Finlandia Cat: FACD105 |
| 1995 | Jorma Hynninen, Eeva-Liisa Saarinen, Raimo Sirkiä | Jukka-Pekka Saraste Finska Radions symfoniorkester och Tapiola kammarkör, Finska Kammarkören | Audio CD: Ondine Cat: ODE872     |